# Roupala sphenophylla
Roupala sphenophylla är en tvåhjärtbladig växtart som beskrevs av Friedrich Ludwig Diels och Herman Otto Sleumer. Roupala sphenophylla ingår i släktet Roupala och familjen Proteaceae. Inga underarter finns listade i Catalogue of Life.